# Gabinete de Filipinas
El Gabinete de Filipinas (Gabinete ng Pilipinas en filipino) está compuesto de los principales cargos del Gobierno de Filipinas, principalmente consiste de secretarios de los departamentos ejecutivos y jefes de otras agencias subordinadas a la oficina del presidente de Filipinas.
Los miembros del Gabinete funcionan como consejeros en los diferentes asuntos del estado, y también sirve para promover y lograr los objectivos políticos de una administración presidencial. Son nombrados por el presidente con la concurrencia del Comisión de Nombramientos, un órgano del Congreso de Filipinas.

## Historia y base jurídica
El Gabinete constituyó por primera vez el 21 de enero de 1899 con la creación del Consejo de Gobierno mandado por la Constitución Política de 1899. Este consejo consiste originalmente de los siete secretarios nombrados por Emilio Aguinaldo dos semanas antes de cargar varios funciones necesarias para establecer un actual estado filipino.
Hoy el poder actual del Presidente de nombrar cargos y jefes de oficinas y agencias del gobierno está previsto de Título VII, Artículo 16 del presente Constitución de Filipinas de 1987.

El Presidente elige y, con el parecer favorable de la Comisión de Nombramientos, nombra a los Jefes de los departamentos ministeriales, embajadores, otros altos cargos públicos y cónsules, a los jefes de las Fuerzas Armadas a partir del rango de coronel o capitán de navío y a otros cargos cuyos nombramientos le corresponda de acuerdo con esta Constitución. Nombra, igualmente, los demás altos cargos del Estado cuyos nombramientos no estén reservados de otro modo por la ley, y a quiénes esté autorizado por la ley para nombrar. Podrá el Congreso podrá reservar por ley el nombramiento de otros oficiales y Jefes de menor rango exclusivamente al Presidente, a los tribunales, o a los Jefes de departamentos ministeriales, entidades, de comisiones o de juntas.

Aunque la Constitución provee una base jurídica por el nombramiento de altos cargos del gobierno, no lo hace proveer formalmente la creación del Gabinete como su propia institución, pero su existencia está reconocida como realidad política. Todos los miembros del Gabinete son encargados a voluntad del Presidente y, como tal, están considerado extensiones de suyo y su cargo como jefe del poder ejecutivo del país.

### Inclusión del vicepresidente en el Gabinete
En contrario a otras repúblicas presidencialistas el vicepresidente no es necesariamente un miembro del Gabinete, y la Constitución requiere sólo la posibilidad de su nombramiento como miembro del Gabinete sin la concurrencia de la Comisión de Nombramientos.

Podrá el vicepresidente ser nombrado miembro del Gabinete, sin necesidad de confirmación.

La inclusión del vicepresidente en el Gabinete depende a su relación con el presidente en cargo. Durante las presidencias de Carlos P. García y Rodrigo Duterte sus vicepresidentes (respectivamente Diosdado Macapagal y Leni Robredo) no se consideraron miembros del Gabinete, aunque los vicepresidentes de Joseph Estrada y Benigno Aquino III (respectivamente Gloria Macapagal Arroyo y Jejomar Binay) fueron nombrados a cargos en sus gabinetes. Existen propuestas de enmendar la Constitución para crear una posición mandatoria por el vicepresidente en el Gabinete junto al emparejamiento del vicepresidente a la elección del presidente para asegurar los dos son del mismo partido político.

## Composición
A continacion se muestra el gabinete actual por el presidente Rodrigo Duterte, en su respectiva denominación, orden y precedencia. Todos los departamentos y oficinas son listados aquí según a sus nombres actuales con nombres en inglés y filipino en la parte inferior.
A partir de 2021 el Gabinete consiste de 47 cargos: 23 secretarios de los varios departamentos ejecutivos o de oficinas de rango departamental, y 24 jefes de oficinas o agencias de rango de gabinete pero no son departamentos ejecutivos.

### Departamentos ejecutivos
| Departamento (Instrumento constituyente) | Departamento (Instrumento constituyente) | Acrónimo | Cargo | Titular                                       | Titular | Inicio de funciones      |
| ---------------------------------------- | --- | -------- | --- | --------------------------------------------- | ------- | ------------------------ |
|                                          | Oficina del Secretario Ejecutivo Office of the Executive Secretary Tanggapan ng Kalihim Tagapagpaganap (Ley del Commonwealth N.º 38)                                                                           | ES       | Secretario Ejecutivo Executive Secretary Kalihim Tagapagpaganap | Lucas Bersamin                                |         | 27 de septiembre de 2022 |
|                                          | Departamento de Agricultura Department of Agriculture Kagawaran ng Agrikultura (Decreto Presidencial N.º 461, s. 1974)                                                                                         | DA       | Secretario de Agricultura Secretary of Agriculture Kalihim ng Agrikultura                                                                                                 | Ferdinand Marcos Jr.                          |         | 30 de junio de 2022      |
|                                          | Departamento de Asentamientos Humanos y Desarrollo Urbano Department of Human Settlements and Urban Development Kagawaran ng Pananahanang Pantao at Pagpapaunlad ng Kalunsuran (Ley de la República N.º 11201) | DHSUD    | Secretario de Asentamientos Humanos y Desarrollo Urbano Secretary of Human Settlements and Urban Development Kalihim ng Pananahanang Pantao at Pagpapaunlad ng Kalunsuran | Eduardo del Rosario                           |         | 30 de junio de 2022      |
|                                          | Departamento de Asuntos Exteriores Department of Foreign Affairs Kagawaran ng Ugnayang Panlabas (Ley del Commonwealth N.º 732)                                                                                 | DFA      | Secretario de Asuntos Exteriores Secretary of Foreign Affairs Kalihim ng Ugnayang Panlabas                                                                                | Teodoro Locsín Jr.                            |         | 30 de junio de 2022      |
|                                          | Departamento de Bienestar Social y Desarrollo Department of Social Welfare and Development Kagawaran ng Kalingang Panlipunan at Pagpapaunlad (Decreto Presidencial N.º 994, s. 1976)                           | DSWD     | Secretario de Bienestar Social y Desarrollo Secretary of Social Welfare and Development Kalihim ng Kalingang Panlipunan at Pagpapaunlad                                   | Rolando Bautista                              |         | 30 de junio de 2022      |
|                                          | Departamento de Ciencia y Tecnología Department of Science and Technology Kagawaran ng Agham at Teknolohiya (Orden Ejecutiva N.º 128, s. 1987)                                                                 | DOST     | Secretario de Ciencia y Tecnología Secretary of Science and Technology Kalihim ng Agham at Teknolohiya                                                                    | Fortunato de la Peña                          |         | 30 de junio de 2022      |
|                                          | Departamento de Comercio e Industria Department of Trade and Industry Kagawaran ng Kalakalan at Industriya (Orden Ejecutiva N.º 133, s. 1987)                                                                  | DTI      | Secretario de Comercio e Industria Secretary of Trade and Industry Kalihim ng Kalakalan at Industriya                                                                     | Ramón López                                   |         | 30 de junio de 2022      |
|                                          | Departamento de Defensa Nacional Department of National Defense Kagawaran ng Tanggulang Pambansa (Ley del Commonwealth N.º 1)                                                                                  | DND      | Secretario de Defensa Nacional Secretary of National Defense Kalihim ng Tanggulang Pambansa                                                                               | Delfín Lorenzana                              |         | 30 de junio de 2022      |
|                                          | Departamento de Educación Department of Education Kagawaran ng Edukasyon (Ley de la República N.º 9155) | DepEd    | Secretaria de Educación Secretary of Education Kalihim ng Edukasyon | Leonor Briones                                |         | 30 de junio de 2022      |
|                                          | Departamento de Energía Department of Energy Kagawaran ng Enerhiya (Ley de la República N.º 7638) | DOE      | Secretario de Energía Secretary of Energy Kalihim ng Enerhiya | Alfonso Cusi                                  |         | 30 de junio de 2022      |
|                                          | Departamento de Finanzas Department of Finance Kagawaran ng Pananalapi (Orden Ejecutiva N.º 292, s. 1987) | DOF      | Secretario de Finanzas Secretary of Finance Kalihim ng Pananalapi | Carlos Domínguez III                          |         | 30 de junio de 2016      |
|                                          | Departamento del Interior y Gobierno Local Department of the Interior and Local Government Kagawaran ng Interyor at Pamahalaang Lokal (Ley de la República N.º 6975)                                           | DILG     | Secretario del Interior y Gobierno Local Secretary of the Interior and Local Government Kalihim ng Interyor at Pamahalaang Lokal                                          | Eduardo Año                                   |         | 6 de noviembre de 2018   |
|                                          | Departamento de Justicia Department of Justice Kagawaran ng Katarungan (Orden Ejecutiva N.º 292, s. 1987) | DOJ      | Secretario de Justicia Secretary of Justice Kalihim ng Katarungan | Menardo Guevarra                              |         | 5 de abril de 2018       |
|                                          | Departamento de Medio Ambiente y Recursos Naturales Department of Environment and Natural Resources Kagawaran ng Kapaligiran at Likas na Yaman (Decreto Presidencial N.º 461, s. 1974)                         | DENR     | Secretario de Medio Ambiente y Recursos Naturales Secretary of Environment and Natural Resources Kalihim ng Kapaligiran at Likas na Yaman                                 | Roy Cimatu                                    |         | 8 de mayo de 2017        |
|                                          | Departamento de Obras Públicas y Carreteras Department of Public Works and Highways Kagawaran ng mga Pagawaing Bayan at Lansangan (Orden Ejecutiva N.º 124-A, s. 1987)                                         | DPWH     | Secretario de Obras Públicas y Carreteras Secretary of Public Works and Highways Kalihim ng mga Pagawaing Bayan at Lansangan                                              | Mark Villar                                   |         | 1 de agosto de 2016      |
|                                          | Departamento de Presupuesto y Gestión Department of Budget and Management Kagawaran ng Pagbabadyet at Pamamahala (Decreto Presidencial N.º 1405, s. 1978)                                                      | DBM      | Secretaria de Presupuesto y Gestión Secretary of Budget and Management Kalihim ng Pagbabadyet at Pamamahala                                                               | Tina Rose Marie Canda (funcionario encargado) |         | 13 de agosto de 2021     |
|                                          | Departamento de Reforma Agraria Department of Agrarian Reform Kagawaran ng Repormang Pansakahan (Ley de la República N.º 6657)                                                                                 | DAR      | Secretario de Reforma Agraria Secretary of Agrarian Reform Kalihim ng Repormang Pansakahan                                                                                | John Castriciones                             |         | 1 de diciembre de 2017   |
|                                          | Departamento de Salud Department of Health Kagawaran ng Kalusugan (Orden Ejecutiva N.º 94, s. 1947) | DOH      | Secretario de Salud Secretary of Health Kalihim ng Kalusugan | Francisco Duque                               |         | 26 de octubre de 2017    |
|                                          | Departamento de Tecnologías de Información y Comunicación Department of Information and Communications Technology Kagawaran ng Teknolohiyang Pang-Impormasyon at Komunikasyon (Ley de la República N.º 10844)  | DICT     | Secretario de Tecnologías de Información y Comunicación Secretary of Information and Communications Technology Kalihim ng Teknolohiyang Pang-Impormasyon at Komunikasyon  | Gregorio Honasan                              |         | 1 de julio de 2019       |
|                                          | Departamento de Trabajo y Empleo Department of Labor and Employment Kagawaran ng Paggawa at Empleo (Orden Ejecutiva N.º 292, s. 1987)                                                                          | DOLE     | Secretario de Trabajo y Empleo Secretary of Labor and Employment Kalihim ng Paggawa at Empleo                                                                             | Silvestre Bello III                           |         | 30 de junio de 2016      |
|                                          | Departamento of Transportación Department of Transportation Kagawaran ng Transportasyon (Ley de la República N.º 10844)                                                                                        | DOTr     | Secretario de Transportación Secretary of Transportation Kalihim ng Transportasyon                                                                                        | Arthur Tugade                                 |         | 30 de junio de 2016      |
|                                          | Departamento de Turismo Department of Tourism Kagawaran ng Turismo (Orden Ejecutiva N.º 120, s. 1987) | DOT      | Secretaria de Turismo Secretary of Tourism Kalihim ng Turismo | Bernadette Rómulo Puyat                       |         | 11 de mayo de 2018       |
|                                          | Autoridad Nacional de Economía y Desarrollo National Economic and Development Authority Pambansang Pangasiwaan sa Kabuhayan at Pagpapaunlad (Decreto Presidencial N.º 107, s. 1973)                            | NEDA     | Secretario de Planificación Socioeconómica Secretary of Socioeconomic Planning Kalihim ng Pagpaplanong Sosyo-Ekonomiko                                                    | Karl Kendrick Chua                            |         | 17 de abril de 2020      |

### Cargos no departamentales con rango de gabinete
| Oficina | Oficina | Acrónimo | Cargo | Titular                                                                                     | Titular | Inicio de funciones     |
| ------- | --- | -------- | --- | ------------------------------------------------------------------------------------------- | ------- | ----------------------- |
|         | Oficina del Secretario del Gabinete Office of the Cabinet Secretary Tanggapan ng Kalihim ng Gabinete | OCS      | Secretario del Gabinete Cabinet Secretary Kalihim ng Gabinete | Karlo Nograles                                                                              |         | 5 de noviembre de 2018  |
|         | Comisión de Educación Superior Commission on Higher Education Komisyon sa Lalong Mataas na Edukasyon | CHEd     | Presidente del Comisión de Educación Superior Chairperson of the Commission on Higher Education Tagapangulo ng Komisyon sa Lalong Mataas na Edukasyon | Próspero de Vera III                                                                        |         | 26 de enero de 2018     |
|         | Autoridad de Educación Técnica y Desarrollo de Habilidades Technical Education and Skills Development Authority Pangasiwaan sa Edukasyong Teknikal at Pagpapaunlad ng Kasanayan                                                             | TESDA    | Director general del Autoridad de Educación Técnica y Desarrollo de Habilidades Director-General of the Technical Education and Skills Development Authority Direktor-Heneral ng Pangasiwaan sa Edukasyong Teknikal at Pagpapaunlad ng Kasanayan                                                                                       | Isidro Lapeña                                                                               |         | 30 de octubre de 2018   |
|         | Comisión de Cambio Climático Climate Change Commission Komisyon sa Pagbabago ng Klima | CCC      | Vicepresidente y Director Ejecutivo de la Comisión de Cambio Climático Vice-Chairperson and Executive Director of the Climate Change Commission Pangalawang Tagapangulo at Direktor Tagapagpaganap ng Komisyon sa Pagbabago ng Klima                                                                                                   | Emmanuel de Guzmán                                                                          |         | 5 de diciembre de 2017  |
|         | Junta de Drogas Peligrosas Dangerous Drugs Board Lupon sa Mapanganib na Droga | DDB      | Presidente de la Junta de Drogas Peligrosas Chairperson of the Dangerous Drugs Board Tagapangulo ng Lupon sa Mapanganib na Droga | Catalino Cuy                                                                                |         | 4 de enero de 2018      |
|         | Comisión de Filipinos en el Extranjero Commission on Filipinos Overseas Komisyon para sa mga Pilipino sa Ibayong Dagat | CFO      | Presidente de la Comisión de Filipinos en el Extranjero Chairperson of the Commission on Filipinos Overseas Tagapangulo ng Komisyon para sa mga Pilipino sa Ibayong Dagat | Francisco Acosta                                                                            |         | 20 de agosto de 2018    |
|         | Agencia Espacial de Filipinas Philippine Space Agency Ahensiyang Pangkalawakan ng Pilipinas | PhilSA   | Director general de la Agencia Espacial de Filipinas Director-General of the Philippine Space Agency Direktor-Heneral ng Ahensiyang Pangkalawakan ng Pilipinas | Joel Marciano Jr.                                                                           |         | 7 de enero de 2020      |
|         | Comisión de Competencia de Filipinas Philippine Competition Commission Komisyon sa Kompetisyon ng Pilipinas | PCC      | Presidente de la Comisión de Competencia de Filipinas Chairperson of the Philippine Competition Commission Tagapangulo ng Komisyon sa Kompetisyon ng Pilipinas | Arsenio Balisacan                                                                           |         | 1 de febrero de 2016    |
|         | Oficina del Procurador General Office of the Solicitor General Tanggapan ng Tagausig Panlahat | OSG      | Procurador general Solicitor General Tagausig Panlahat | José Cálida                                                                                 |         | 30 de junio de 2016     |
|         | Oficina del Consejero Legal Presidencial Office of the Chief Presidential Legal Counsel Tanggapan ng Punong Abogadong Pampanguluhan | OCPLC    | Principal Consejero Legal Presidencial Chief Presidential Legal Counsel Punong Abogadong Pampanguluhan | Salvador Panelo                                                                             |         | 30 de junio de 2016     |
|         | Oficina del Consejero Político Office of the Political Adviser Tanggapan ng Tagapayong Politikal | OPA      | Consejero Político Political Adviser Tagapayong Politikal | Jacinto Parás                                                                               |         | 8 de julio de 2021      |
|         | Oficina del Consejero Presidencial sobre el Proceso de Paz Office of the Presidential Adviser on the Peace Process Tanggapan ng Pampanguluhang Tagapayo sa Prosesong Pangkapayapaan                                                         | OPAPP    | Consejero Presidencial para la Paz, Conciliación y Unidad Presidential Adviser on Peace, Reconciliation, and Unity Pampanguluhang Tagapayo sa Kapayapaan, Pagkakasundo, at Pagkakaisa | Carlito Gálvez Jr.                                                                          |         | 21 de diciembre de 2018 |
|         | Oficina del Portavoz del Presidente Office of the Presidential Spokesperson Tanggapan ng Tagapagsalita ng Pangulo | OPS      | Portavoz del Presidente Presidential Spokesperson Tagapagsalita ng Pangulo | Harry Roque                                                                                 |         | 13 de abril de 2020     |
|         | Oficina Presidencial de Comunicación Presidential Communications Office Tanggapang Pampanguluhan sa Pangkomunikasyon | PCO      | Jefe de la Oficina Presidencial de Comunicación Head of the Presidential Communications Office Puno ng Tanggapang Pampanguluhan sa Pangkomunikasyon | Martín Andanar                                                                              |         | 30 de junio de 2016     |
|         | Equipo de Gestión Presidencial Presidential Management Staff Pangkat sa Pampanguluhang Pamamahala | PMS      | Jefe de Equipo de Gestión Presidencial Head of the Presidential Management Staff Puno ng Pangkat sa Pampanguluhang Pamamahala | Jesús Quitáin (funcionario encargado)                                                       |         | 17 de octubre de 2018   |
|         | Oficina del Enlace Presidencial Legislativa Presidential Legislative Liaison Office Tanggapan ng Pampanguluhang Tagapag-ugnay Pambatasan | PLLO     | Consejero Presidencial para los Asuntos Legislativos y Jefe de la Oficina del Enlace Presidencial Legislativa Presidential Adviser on Legislative Affairs and Head of the Presidential Legislative Liaison Office Pampanguluhang Tagapayo sa mga Ugnayang Pambatasan at Pinuno ng Tanggapan ng Pampanguluhang Tagapag-ugnay Pambatasan | Luzverfeda Pascual (interino)                                                               |         | 24 de junio de 2021     |
|         | Comisión Nacional Contra la Pobreza National Anti-Poverty Commission Pambansang Komisyon Laban sa Kahirapan | NAPC     | Convocador Principal de la Comisión Nacional Contra la Pobreza Lead Convenor of the National Anti-Poverty Commission Pangunahing Tagapagtipon ng Pambansang Komisyon Laban sa Kahirapan | Noel Felongco                                                                               |         | 31 de octubre de 2018   |
|         | Consejo de Seguridad Nacional National Security Council Sanggunian sa Pambansang Seguridad | NSC      | Consejero de Seguridad Nacional y director general del Consejo de Seguridad Nacional National Security Adviser and Director-General of the National Security Council Tagapayo sa Pambansang Seguridad at Direktor-Heneral ng Sanggunian sa Pambansang Seguridad                                                                        | Hermógenes Esperón                                                                          |         | 30 de junio de 2016     |
|         | Comisión Nacional de Filipinos Musulmanes National Commission on Muslim Filipinos Pambansang Komisyon sa mga Pilipinong Muslim | NCMF     | Secretario de la Comisión Nacional de Filipinos Musulmanes Secretary of the National Commission on Muslim Filipinos Tagapangulo ng Pambansang Komisyon sa mga Filipinong Muslim | Saidamen Pangarungan                                                                        |         | 9 de julio de 2018      |
|         | Autoridad de Desarrollo de Gran Manila Metropolitan Manila Development Authority Pangasiwaan sa Pagpapaunlad ng Kalakhang Maynila | MMDA     | Presidente de la Autoridad de Desarrollo de Gran Manila Chairperson of the Metropolitan Manila Development Authority Tagapangulo ng Pangasiwaan sa Pagpapaunlad ng Kalakhang Maynila | Benjamín Ábalos Jr.                                                                         |         | 10 de enero de 2021     |
|         | Autoridad de Desarrollo de Mindanáo Mindanao Development Authority Pangasiwaan sa Pagpapaunlad ng Mindanao | MinDA    | Presidente de la Autoridad de Desarrollo de Mindanáo Chairperson of the Mindanao Development Authority Tagapangulo ng Pangasiwaan sa Pagpapaunlad ng Mindanao | Emmanuel Piñól                                                                              |         | 5 de agosto de 2019     |
|         | Autoridad de la Zona Económica de Cagayán Cagayan Economic Zone Authority Pangasiwaan sa Sonang Pangkabuhayan ng Cagayan | CEZA     | Administrador y Director Ejecutivo de la Autoridad de la Zona Económica de Cagayán Administrator and CEO of the Cagayan Economic Zone Authority Tagapangasiwa at Punong Opisyal Tagapagpaganap ng Pangasiwaan sa Sonang Pangkabuhayan ng Cagayan                                                                                       | Raúl Lambino (concurrente Asistente Presidencial para el Norte de Luzón)                    |         | 5 de julio de 2017      |
|         | Autoridad de Conversión y Desarrollo de Bases Bases Conversion and Development Authority Pangasiwaan sa Pagpapaunlad at Kumbersiyon ng mga Base                                                                                             | BCDA     | Presidente y Director Ejecutivo de la Autoridad de Conversión y Desarrollo de Bases President and CEO of the Bases Conversion and Development Authority Pangulo at Punong Opisyal Tagapagpaganap ng Pangasiwaan sa Pagpapaunlad at Kumbersiyon ng mga Base                                                                             | Vince Dizon (concurrente Consejero Presidencial para las Programas y Proyectos de Insignia) |         | 30 de junio de 2016     |
|         | Comisión de Gobernanza para las Corporaciones de Propiedad o Control del Gobierno Governance Commission for Government-Owned or Controlled Corporations Komisyon ng Pamamahala para sa mga Korporasyong Pag-aari o Kontrolado ng Pamahalaan | GCG      | Presidente de la Comisión de Gobernanza para las Corporaciones de Propiedad o Control del Gobierno Chairperson of the Governance Commission for Government-Owned or Controlled Corporations Tagapangulo ng Komisyon ng Pamamahala para sa mga Korporasyong Pag-aari o Kontrolado ng Pamahalaan                                         | Samuel Dagpín Jr.                                                                           |         | 3 de noviembre de 2016  |